# 1944年1月25日の日食

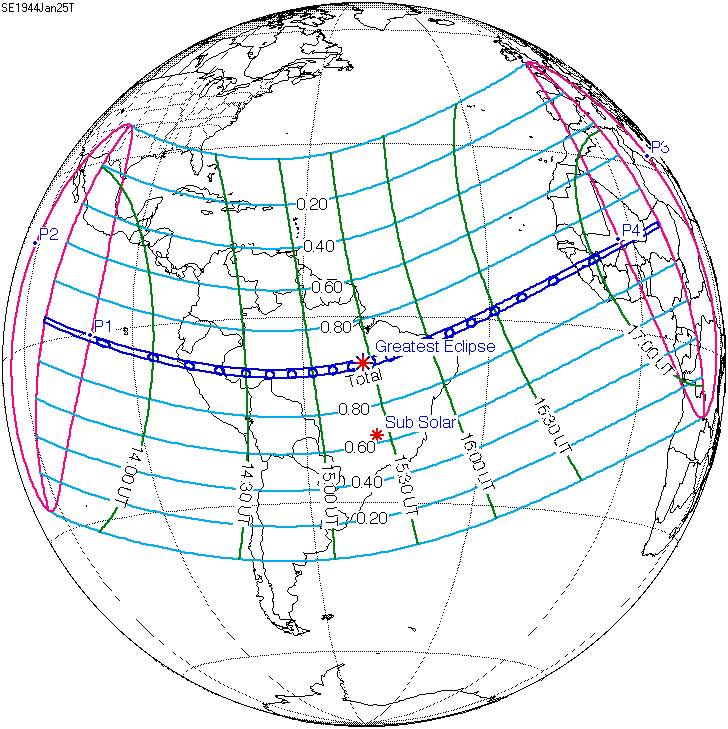

1944年1月25日の日食は、1944年1月25日に観測された日食である。ペルー、ブラジル、イギリス領シエラレオネ、フランス領西アフリカで皆既日食が観測され、ラテンアメリカのほとんど、アフリカ西部及び以上の地域の周辺の一部で部分日食が観測された。

## 通過した地域
皆既帯が通過した、皆既日食が見えた地域はペルー北部、ブラジル北部、イギリス領シエラレオネ（現在のシエラレオネ）北部、フランス領西アフリカ（現在のギニア、マリ共和国南部、ブルキナファソ北部国境、ニジェール北部）（主要都市コナクリを含む）だった。皆既食の最大はブラジルのパラー州南東部にあった。
また、皆既日食が見えなくても、部分日食が見えた地域はアメリカ合衆国南部、中央アメリカのほとんど（メキシコ北西端の小さい部分を除く）、南アメリカのほとんど（パタゴニア、フォークランド諸島、サウスジョージア・サウスサンドウィッチ諸島を除く）、イギリス南部、フランスのほとんど（北東部国境を除く）、スイス西部、イベリア半島、イタリア西部、北アフリカ中西部、西アフリカ全部、中部アフリカのほとんど（南東部を除く）だった。

## 観測
メキシコのタクバヤにあるメキシコ国立天文台はペルーのチクラーヨに観測隊を派遣した。日食中現地は晴れだったが、皆既日食が日が出たすぐ後で、太陽の仰俯角が低いため、コロナと空の背景の境界線は鮮明ではなかった。写真のうち、長焦点距離カメラで撮った1枚以外は成功だった。